# Coalition pour le changement démocratique
La coalition pour le changement démocratique (CDC) est une alliance politique au Libéria.

## Histoire
L'alliance a été certifiée par la Commission électorale nationale le 29 décembre 2016 pour participer aux élections générales de 2017. La coalition était initialement composée du Congrès pour le changement démocratique, du Parti national patriotique et du Parti démocratique populaire du Libéria (en). Il a désigné George Weah, leader du Congrès pour le changement démocratique, comme candidat à la présidentielle. Weah a été élu président au deuxième tour avec 61,5 % des voix, tandis que le CDC a remporté 21 des 73 sièges de la chambre des représentants.
Pour les élections générales de 2023, la coalition a pris de l'ampleur pour inclure également, au-delà des membres d'origine, l'Union des démocrates libériens, le Parti populaire uni (en), l'Action démocratique pour le changement et le Mouvement pour l'autonomisation économique.